# Рейнис, Карл Карлович
Карл Карлович Рейнис (латыш. Kārlis Reinis; 2 декабря 1910, Рига — 18 сентября 1966, Рига) — слесарь рижского мотозавода «Саркана звайгзне» Латвийского совнархоза. Герой Социалистического Труда (1957). Депутат Верховного Совета Латвийской ССР.

## Биография
Родился в 1910 году в рабочей семье. После окончания начальной школы обучался в техническом училище, которое окончил в 1927 году. С 1928 по 1932 года — токарь на рижской велосипедной фабрике «Омега» (с 1963 года — «Саркана звайгзне»). После освобождения Риги от немецких оккупантов восстанавливал разрушенное заводское производство. В 1950 году вступил в КПСС.
На протяжении нескольких лет постоянно занимал передовые места в заводском социалистическом соревновании. Одним из первых рабочих, получивших почётное звание «Ударник коммунистического труда». Досрочно выполнил личные социалистические обязательства и плановые производственные задания Семилетки (1959—1965). Указом Президиума Верховного Совета СССР от 1 октября 1965 года удостоен звания Героя Социалистического Труда с вручением Ордена Ленина и золотой медали Серп и Молот.
Избирался секретарём заводской партийной организации, членом бюро Пролетарского рижского районного райкома Компартии Латвии, депутатом Верховного Совета Латвийской ССР (1959—1963).
Трудился на заводе «Саркана звайгзне» до своей скоропостижной смерти в сентябре 1966 года.